# 30454 Carrillosánchez
30454 Carrillosánchez è un asteroide della fascia principale avente un diametro di circa 8 km. Scoperto nel 2000, presenta un'orbita caratterizzata da un semiasse maggiore pari a 3,1341954 au e da un'eccentricità di 0,0190113, inclinata di 8,86659° rispetto all'eclittica.
L'asteroide era stato inizialmente battezzato 30454 Carrillosanchez per poi essere corretto nella denominazione attuale.
L'asteroide è dedicato all'astronomo spagnolo Juan Diego Carrillo Sánchez.